# (78394) Garossino
(78394) Garossino (2002 PB166) – planetoida z pasa głównego asteroid okrążająca Słońce w ciągu 3,82 lat w średniej odległości 2,44 j.a. Odkryta 9 sierpnia 2002 roku.